# Ledce (district de Plzeň-Nord)
Pour les articles homonymes, voir Ledce.
Ledce (en allemand : Ledetz) est une commune du district de Plzeň-Nord, dans la région de Plzeň, en République tchèque. Sa population s'élevait à 845 habitants en 2022.

## Géographie
Ledce se trouve à 10 km au nord-nord-ouest du centre de Plzeň et à 85 km à l'ouest-sud-ouest de Prague.

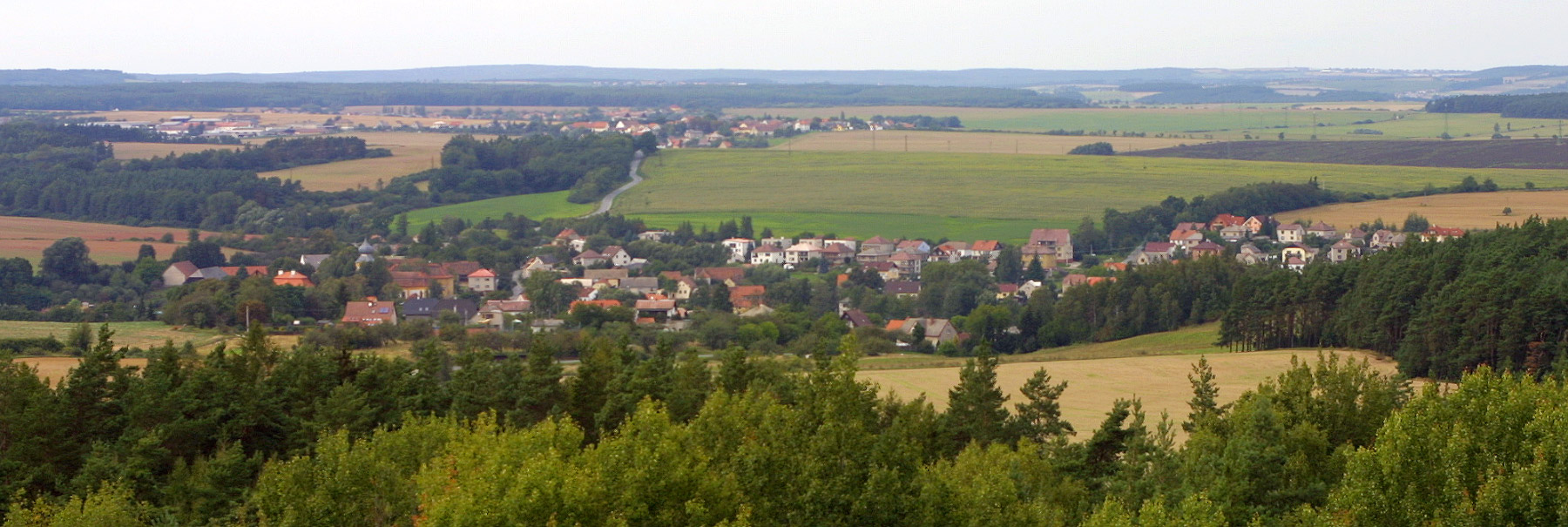
Vue générale de Ledce.

La commune est limitée par Žilov et Horní Bříza au nord, par Třemošná à l'est, par Chotíkov au sud et par Příšov à l'ouest.

## Histoire
La première mention écrite du village date de 1180.

## Galerie

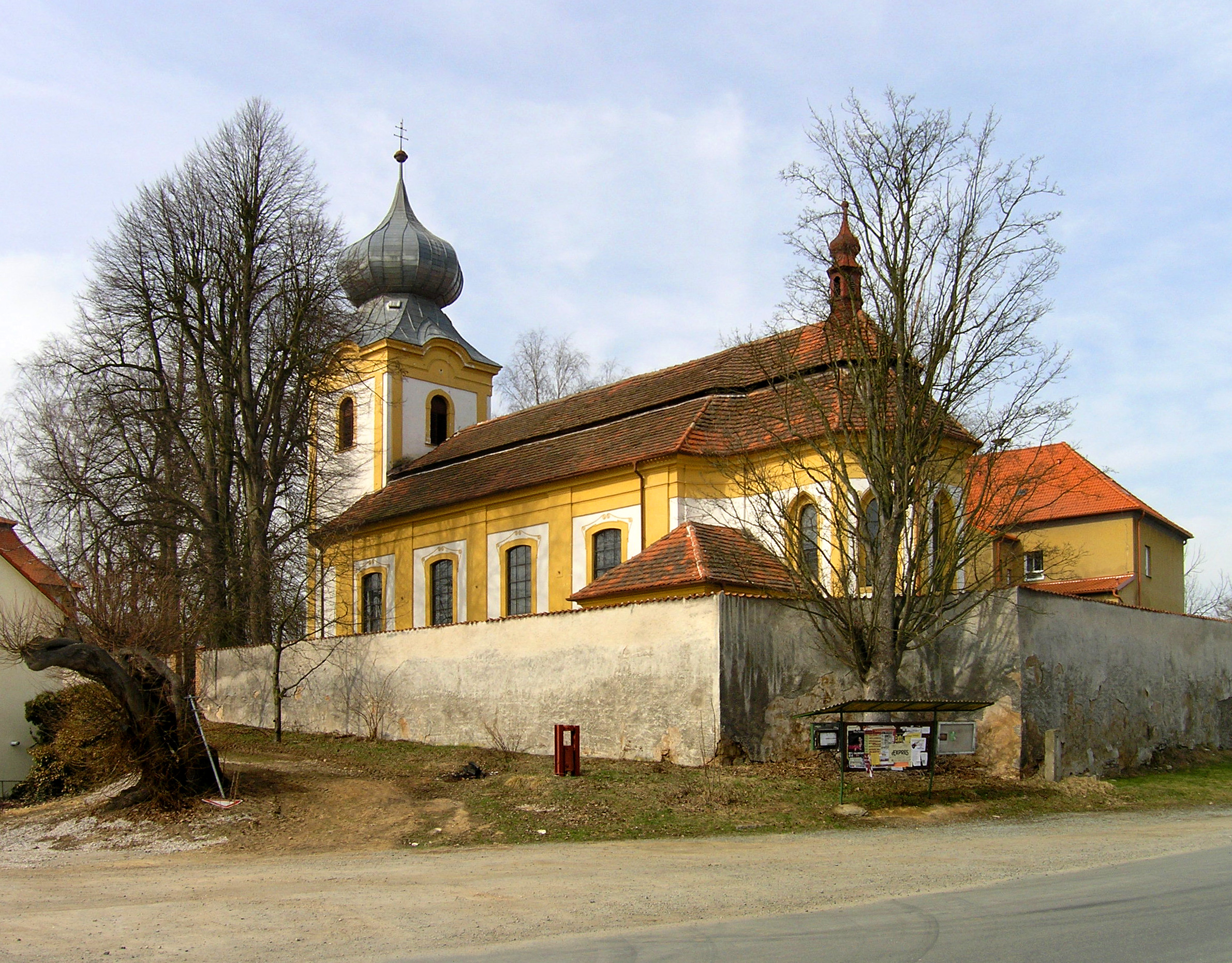
Église Saint-Jacques-le-Majeur.
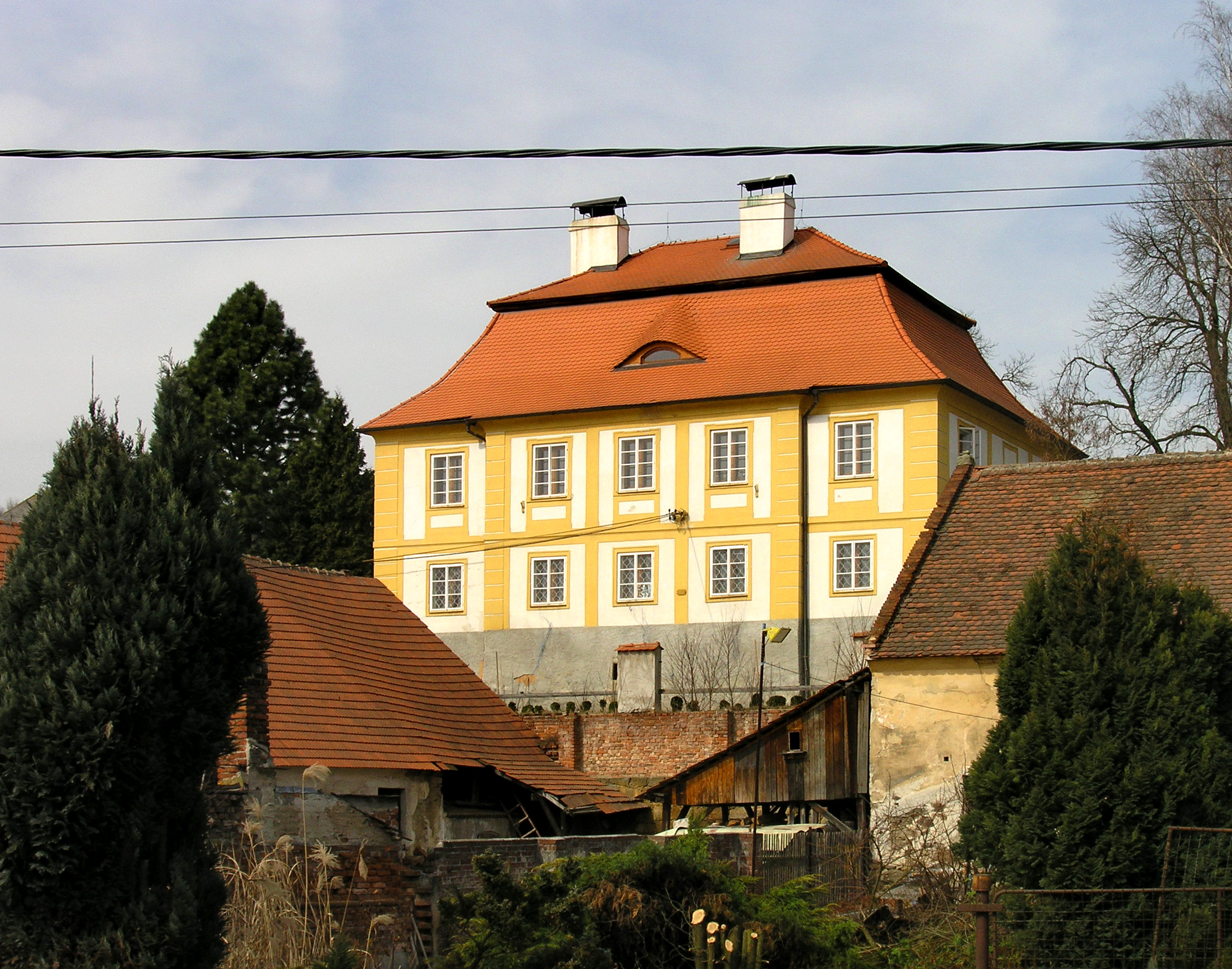
Ledce : le presbytère.

## Transports
Par la route, Ledce se trouve à 3 km de Horní Bříza, à 6 km de Třemošná, à 11 km de Plzeň et à 104 km de Prague.

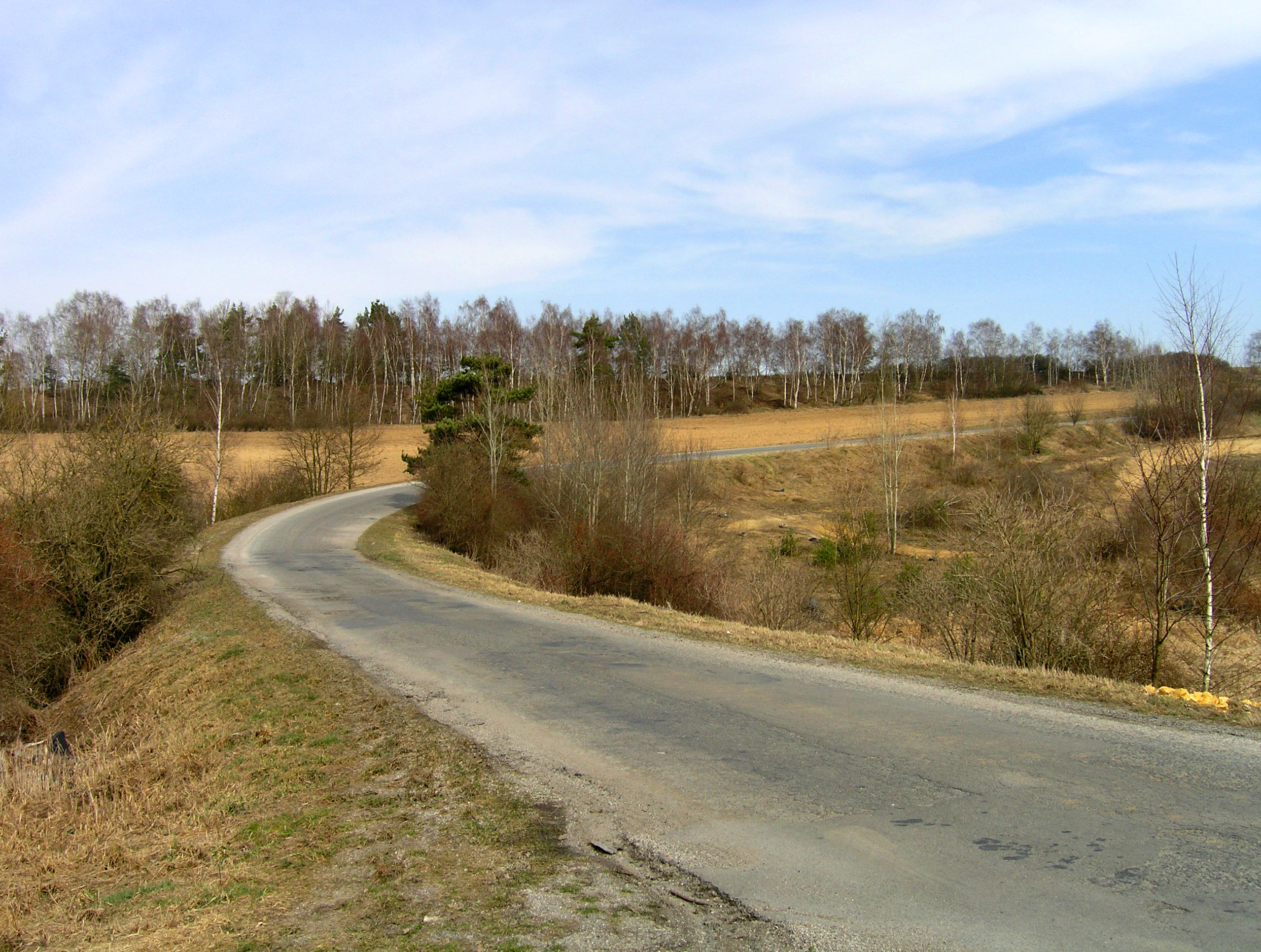
Route de Ledce à Horní Bříza.